# Kermit Driscoll
Kermit James Driscoll (* 4. März 1956 in Kearney/Nebraska) ist ein US-amerikanischer Jazz-Bassist.

## Leben und Wirken
Driscoll begann fünfjährig Klavier zu spielen, später kamen Saxophon und Bass hinzu. Im Alter von 16 Jahren ging er mit einer Rockband auf Tour. 1974 studierte er an der University of Miami bei Jaco Pastorius, ab 1975 am Berklee College of Music.
1978 ging er nach Belgien, wo er mit Steve Houben und Bill Frisell arbeitete und seine ersten Aufnahmen einspielte. 1980 wurde er in New York Mitglied von Buddy Richs Band, mit der er ab 1981 fünf Jahre lang tourte. Von 1986 bis 1996 war er neben Joey Baron und Hank Roberts Mitglied von Bill Frisells Band. Daneben war er 1989-92 Coleader der Band New and Used mit Dave Douglas und Andy Laster.
Nach der Auflösung von Frisells Gruppe trat er in zahlreichen Broadway-Shows und Live-Sessions auf und arbeitete mit Musikern wie John Zorn, Mick Rossi, Karl Latham, Gerry Hemingway (Double Blues Crossing), Ben Monder und John Hollenbeck. 2011 legte Driscoll sein Debütalbum Reveille vor.